# Pholidobolus montium
Pholidobolus montium — вид ящірок родини гімнофтальмових (Gymnophthalmidae). Мешкає в Колумбії і Еквадору.

## Поширення і екологія
Pholidobolus montium мешкають в Андах на крайньому півдні Колумбії (Нариньйо) і в Еквадорі (на південь до Пічинчи). Вони живуть у вологих тропічних лісах і чагарникових заростях, трапляються в садах і людських поселеннях.

## Збереження
МСОП класифікує стан збереження цього виду як близький до загрозливого. Pholidobolus montium загрожує знищення природного середовища.